# Sabotage
Pour les articles homonymes, voir sabotage (homonymie).

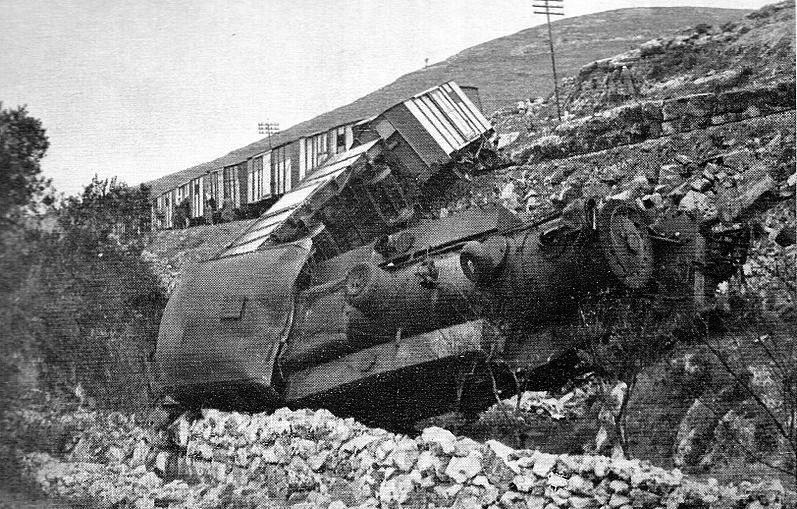
Déraillement d'un train en Palestine à la suite d'un sabotage par des forces paramilitaires juives en 1946.

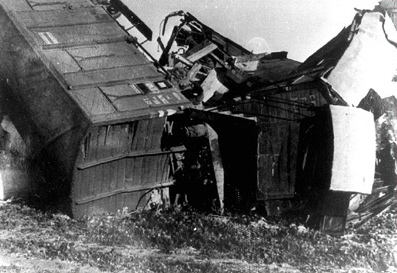
Train à la suite d'un sabotage par des fellaghas en Tunisie (1952).

Le sabotage est l'action de détériorer, mettre hors d’usage volontairement et le plus souvent clandestinement, du matériel, des machines, des installations militaires ou civiles, ou de désorganiser et de compromettre le succès d'un projet, d'une puissance politique ou d'une entreprise.

## Étymologie
Le terme « sabotage » est dérivé du verbe « saboter » qui lui-même vient de « sabot » et éventuellement du picard chaboter : « faire du bruit avec des sabots » et/ou du provençal sabotar : « secouer, agiter ».
Une légende voudrait que le mot « sabotage » vienne du fait que des ouvriers jetaient leurs sabots dans les machines en vue de les détruire (on parle parfois de tisserands hollandais, de luddites anglais, ou encore de canuts lyonnais). Pourtant, ceci n'est pas avéré et aucune source fiable ne prouve que le mot vienne de là,.
Fañch Broudic, auteur de L'interdiction du breton en 1902, rappelle que « le curé de Commana explique que s'il prêche en français, les paysans dans son église feront du sabotage », c'est-à-dire du bruit avec leurs sabots en tapant sur les pavés de l'église[source insuffisante].

## Usage du terme
Une des premières apparitions du mot « saboter » que l'on puisse trouver est dans le Dictionnaire du Bas-Langage ou manières de parler usitées parmi le peuple de D'Hautel, édité en 1808,
On le retrouve aussi dans le Dictionnaire de la langue française d'Émile Littré de 1873-1874,, mais c'est à la fin du XIXe siècle qu'il commence à être vraiment utilisé.
En 1897, Émile Pouget, célèbre syndicaliste anarchiste, écrit dans Le Père Peinard « action de saboter un travail », et, en 1911, il écrit l'ouvrage Le Sabotage qui commence par ces mots :

« Le mot « sabotage » n'était, il y a encore une quinzaine d'années qu'un terme argotique, signifiant non l'acte de fabriquer des sabots, mais celui, imagé et expressif, de travail exécuté « comme à coups de sabots ».
Depuis, il s'est métamorphosé en une formule de combat social et c'est au Congrès Confédéral de Toulouse, en 1897, qu'il a reçu le baptême syndical. »

— Émile Pouget, Le Sabotage, 1911, p. 3
En 1919, l'économiste Charles Gide en parle ainsi :

« Ce mot de « sabotage », naguère inconnu et qui a fait une étonnante fortune, car on l'emploie maintenant à chaque instant dans la conversation, comporte des significations très variées. Il ne signifie pas nécessairement l'acte de détruire les instruments ou les marchandises […] mais tout acte qui consiste à rendre le travail improductif, soit par nonchalance, […] par excès d'application, […] ou par une observation méticuleuse des règlements. […] Sous ces diverses formes, le sabotage échappe évidemment à toute répression. D'ailleurs les syndiqués protestent contre l'accusation de mettre en péril, par le sabotage, la vie ou la santé du consommateur ; ils prétendent ne pratiquer le sabotage que comme un moyen de guerre contre le patron, moyen moins onéreux pour eux que la grève, puisqu'ils continuent à toucher leur salaire, et tout aussi efficace contre le patron, puisqu'il fait évanouir le bénéfice. »

— Charles Gide, Cours d’Économie politique, tome II, Livre III, 1919, p. 210

## Sabotage économique
Les attitudes contre-productives ou le sabotage des moyens de production sur le lieu de travail existent sans doute depuis que le travail existe, mais on n'en retrouve vraiment trace qu'avec les débuts de la Révolution industrielle. Les modes d'actions varient au cours de "chaque phase de reconfiguration du monde industriel ».

### Conflit industriel des luddites au Royaume-Uni
Pour un article plus général, voir Luddisme.
Au début du XIXe siècle, au Royaume-Uni, face à l'accélération de l'industrialisation, des artisans du textile refusent l'exploitation du nouveau système capitaliste. En 1811, à Nottingham, ils manifestent, mais sont sévèrement réprimés par les militaires. Il s'ensuit une destruction de machines et des usines sont incendiées. Le conflit s'étend et se radicalise rapidement, jusqu'à ce qu'en 1812 les artisans tentent de faire voter une loi, qui ne sera finalement pas adoptée. Le conflit larvé continuera quelques années puis s'essoufflera, les métiers des artisans luddistes ayant quasiment disparu à l'approche de 1820.

### Cas de sabotage par les propriétaires des machines
Il arrive que le sabotage soit commis par la direction de l'entreprise, afin d'empêcher, lors d'une liquidation, que les machines soient rachetées par des concurrents. Ce fut notamment le cas des machines de l'usine à papier de Docelles en 2014.

## Sabotage en temps de guerre
Dans le domaine militaire, le mot est employé pour décrire l'activité d'un individu ou groupe indépendants (tels qu'un agent étranger ou un résistant), en particulier lorsque les actes de sabotage ont comme conséquence la destruction ou l'endommagement d'un service productif ou essentiel, tel que les équipements, usines, services publics ou aires de stockage tel l'explosion de Black Tom en 1916.
Il ne faut pas confondre avec le terme de sabordage qui, lui, est propre au domaine maritime : il s'agit alors d'ouvrir volontairement les sabords pour laisser entrer l'eau ou, par extension, ouvrir ou percer des brèches dans la coque pour, ainsi, couler le navire.
À la différence des actes de terrorisme, les actes de sabotage n'ont pas comme premier objectif d'infliger des pertes humaines ni de faire régner la terreur, bien qu'il puisse parfois en résulter, pertes civiles ou non désignées en tant que "cibles" ; il s'agit là de dommages dits collatéraux.

### Seconde Guerre mondiale
Pour un article plus général, voir Seconde Guerre mondiale.

#### Chemins de fer
À partir de 1941, de nombreux cheminots de la SNCF, le plus souvent membres du PCF clandestin, vont désorganiser le trafic et immobiliser des trains un peu partout en France. Jean-Marie Teuroc est l'un d’eux, il invente divers procédés de sabotage vite repris par d'autres cheminots.

#### Mur de l'Atlantique
Dans le cadre de la construction du Mur de l'Atlantique entre 1942 et 1944 et autres ouvrages défensifs, de nombreux ouvriers passés par le STO étaient en fait des saboteurs souvent formés par la Surveillance du Territoire (Ancêtre de la DST) ou la Compagnie des Travaux ruraux. Leur principale action était par exemple de mettre du sucre dans le béton afin de le rendre friable, ou de l'eau dans le gazole des machines.

#### Manuel de sabotage
En 1944, le bureau des services stratégiques (OSS) des États-Unis, publie un « Manuel de sabotage simple sur le terrain ».